# Robin Widdows
Robin Michael Widdows (Cowley, 1942. május 27. –) brit autóversenyző, bobos.

## Pályafutása
A brit bobcsapat tagjaként jelen volt az 1964-es, valamint az 1968-as téli olimpiai játékokon.
1967 és 1970 között az európai Formula–2-es bajnokság futamain versenyzett. Legjobb eredménye az 1970-es szezon thruxtoni futamán elért második helyezés volt.
1968-ban részt vett a Formula–1-es világbajnokság brit versenyén. A futamon technikai problémák miatt nem ért célba.
1969-ben rajthoz állt a Le Mans-i 24 órás versenyen. Csapattársával, az olasz Nanni Gallival a hetedik helyen végeztek.

## Eredményei

### Teljes Formula–1-es eredménylistája
(Táblázat értelmezése)

(Félkövér: pole-pozícióból indult; dőlt: leggyorsabb kört futott) 

| Év   | Csapat             | Modell      | Motor   | 1   | 2   | 3   | 4   | 5   | 6   | 7      | 8   | 9   | 10  | 11  | 12  | Helyezés | Pont |
| ---- | ------------------ | ----------- | ------- | --- | --- | --- | --- | --- | --- | ------ | --- | --- | --- | --- | --- | -------- | ---- |
| 1968 | Cooper Car Company | Cooper T86B | BRM V12 | RSA | ESP | MON | BEL | NED | FRA | GBR Ki | GER | ITA | CAN | USA | MEX | -        | 0    |

### Le Mans-i 24 órás autóverseny
| Év   | Csapat             | Autó                  | Csapattárs  | Helyezés |
| ---- | ------------------ | --------------------- | ----------- | -------- |
| 1969 | Equipe Matra - Elf | Matra-Simca MS630/650 | Nanni Galli | 7.       |